# Harderwijk General Cemetery
Harderwijk General Cemetery is een Britse militaire begraafplaats met gesneuvelden uit de Tweede Wereldoorlog, gelegen in de Nederlandse stad Harderwijk. De begraafplaats ligt in het zuidoostelijke deel van de Begraafplaats Oostergaarde, ongeveer 1,5 km ten oosten van het stadscentrum. De Britse graven liggen verdeeld in twee perken die worden onderhouden door de Commonwealth War Graves Commission. Het Cross of Sacrifice staat aan de oostzijde van de twee perken.
Er liggen 42 Britten, 5 Canadezen, 1 Nieuw-Zeelander en 1 Zuid-Afrikaan begraven. Zij dienden allen bij de Royal Air Force en sneuvelden tijdens de raids naar het Duitse Ruhrgebied. Sommigen werden geborgen nadat zij in het IJsselmeer waren terechtgekomen.

## Onderscheiden militairen
- officier Ian Crawford Burns en sergeant Joseph Pass, beiden leden van de Royal Air Force Volunteer Reserve werden onderscheiden met de Distinguished Flying Medal (DFM).